# Тимофеевское водохранилище
Тимофеевское водохранилище — небольшое русловое водохранилище на реке Братеница (левый приток реки Ворскла). Расположено в Богодуховском районе Харьковской области, у села Тимофеевка. Водохранилище построено в 1978 году по проекту института «Харкивдипроводгосп». Назначение — орошение. Вид регулирования — сезонное.

## Основные параметры водохранилища
- Нормальный подпорный уровень — 153,2 м;
- Форсированный подпорный уровень — 154,79 м;
- Полный объем — 2,90 млн м³;
- Длина — 2,95 км;
- Средняя ширина — 0,271 км;
- Максимальные ширина — 0,575 км;
- Средняя глубина — 3,63 м;
- Максимальная глубина — 7,68 м.

## Основные гидрологические характеристики
- Площадь водосборного бассейна — 49,3 км².
- Годовой объем стока 50 % обеспеченности — 3730000 м³.
- Паводковый сток 50 % обеспеченности — 2390000 м³.
- Максимальный расход воды 1 % обеспеченности — 18,4 м³/с.

## Состав гидротехнических сооружений
- Глухая земляная плотина длиной — 335 м, высотой — 10 м, шириной — 10 м. Заделка верхового откоса — 1:8, низового откоса — 1:2,5.
- Шахтный водосброс из монолитного железобетона высотой — 8,02 м, размерами 4,2×5,0 м, длиной — 40 м.
- Водоотводная труба размерами 2(2,0×2,0) м, длиной — 40 м.
- Рекомендуемый водовыпуск из двух стальных труб диаметром 400 мм, оборудован защёлками.

## Использование водохранилища
Водохранилище было построено для орошения в колхозе им. Ватутина Богодуховского района. В настоящее время используется для нужд рыборазведения.